# Sebastián Montoya
Sebastián Montoya Freydell, född 11 april 2005 i Bogotá, är en colombiansk racerförare som kör för Prema Powerteam i de italienska och tyska Formel 4-mästerskapen. Han är son till tidigare Formel 1-föraren Juan Pablo Montoya.

## Karriär

### Karting karriär
Montoya började sin konkurrenskraftiga kartingkarriär 2013 och tävlade i Rotax Micro Max-klassen i Florida Winter Tour när han var bara åtta år gammal. Han fortsatte att tävla i den serien under de följande fyra åren, där han uppnådde ett bästa resultat på femte plats 2016. Colombianen flyttade sedan till Europa för att tävla i CIK-FIA Karting European Championship 2017. Montoya tillbringade totalt tre år i den europeiska karting-scenen, två gånger i karting-VM och tre gånger i EM. Under sin tid i karts vann Montoya bara ett mästerskap på internationell nivå; detta är Rok the Rio-tävlingen 2018.

### Lägre formler
2020 gjorde Montoya sin ensitsig debut med Prema Powerteam, tävlade på heltid i det italienska F4-mästerskapet och tävlade i två omgångar av ADAC F4-mästerskapet. Tyvärr för colombianen kunde han inte ta några pallplatser under hela året och slutade elfte i sin huvudkampanj, bakom sina tre lagkamrater Gabriele Minì, Dino Beganovic och Gabriel Bortoleto.
Montoya sa upp sig med Prema för säsongen 2021 och återvände till den italienska och tyska F4-serien.

## Privatliv
Hans far är Juan Pablo Montoya, som är sexfaldig vinnare av Formel 1 Grand Prix och nuvarande IndyCar-förare.